# Campionat d'Espanya de trial 1980
La temporada de 1980 del Campionat d'Espanya de trial fou la 13a edició d'aquest campionat, organitzat per la Reial Federació Motociclista Espanyola. El calendari oficial constava de 10 proves puntuables. 5 de les proves programades es disputaren als Països Catalans: Figueres, Lleida, Barcelona, Castelló de la Plana i Tarragona.

## Classificació final
| Posició | Pilot            | Motocicleta     | Punts |
| ------- | ---------------- | --------------- | ----- |
| 1       | Toni Gorgot      | OSSA            | 122   |
| 2       | Albert Juvanteny | OSSA            | 85    |
| 3       | Jaume Subirà     | Fantic          | 82    |
| 4       | Manuel Soler     | Bultaco/Montesa | 77    |
| 5       | Quico Payà       | SWM/OSSA        | 68    |
| 6       | Pere Ollé        | Montesa         | 68    |
| 7       | Miquel Cirera    | Montesa         | 39    |
| 8       | Xavier Miquel    | Fantic          | 36    |
| 9       | Joaquim Abad     | OSSA            | 31    |
| 10      | Josep Jo         | Montesa         | 26    |

### Classificació per marques
| Posició | Marca | Punts |
| ------- | ----- | ----- |
| 1       | OSSA  | ?     |
| 2       | ?     | ?     |
| 3       | ?     | ?     |
| 4       | ?     | ?     |

## Categories inferiors
Font:

### Trofeu Sènior
| Posició | Pilot         | Motocicleta |
| ------- | ------------- | ----------- |
| 1       | Raül Agramunt | OSSA        |
| 2       | Àngel Freixas | Bultaco     |
| 3       | Xavier Solà   | Bultaco     |

### Copa Júnior
| Posició | Pilot            | Motocicleta |
| ------- | ---------------- | ----------- |
| 1       | Gabino Renales   | OSSA        |
| 2       | Joan Freixas     | OSSA        |
| 3       | Marcel·lí Corchs | SWM         |